# Detonazione (gruppo musicale)
I Detonazione furono un gruppo musicale post-punk sperimentale Italiano attivo negli anni '80.

## Storia del gruppo
I Detonazione nascono ad Udine nel 1983 dall'incontro di Bruno Romani (cantante e sassofonista), Fabio Scroccaro (Tastierista e percussionista), Gianni Brianese (bassista), Loris Lavia (chitarrista), Giorgio Cantoni (tastierista) e Glen Celeghin (batterista), sostituito poi da Max Nicoletti (batterista, tastierista).
Nel 1983 pubblicano, per la Tunnel Records, Sorvegliare e punire, un EP su 7" che esce anche come allegato della fanzine di Marco Pandin Rockgarage. Il disco, che prendeva il titolo dall'omonimo saggio di Michel Foucault, sente delle influenze new wave e post-punk del periodo. All'album seguì un tour che vide anche alcune date in Olanda, con Max Nicoletti alla batteria e poi la partecipazione all'album compilazione Rockgarage Compilation Vol. 4, pubblicato dalla Materiali Sonori, con i brani Grigia Miseria e I Programmi Agli Inferi, che vennero registrati dal vivo nella Chiesa di Zugliano (UD) la notte di Natale del 1983, pubblicato integralmente nel CD "Anime in fiamme".
Nel 1984 esce sempre per la Tunnel Records il singolo dal titolo L‘Arido Utile / Lamiera, al quale seguì il loro primo album dal titolo Riflessi conseguenti. Quest'ultimo in particolare modo vede elementi compositivi a loro nuovi, con continue allusioni a sonorità free jazz e testi scanditi e cadenzati. Max Nicoletti, subentrato definitivamente a Glen Celeghin contribuì alla composizione dei brani e resterà con il gruppo fino allo scioglimento. Appaiono in questo mini album alcuni dei tratti distintivi della band, fatti di composizioni spesso dissonanti e sibilline unite spesso a testi che richiamano la poesia ermetica e concettuale
Nel 1986 il gruppo passa alla IRA Records, per la quale esce l'EP Dentro Me, che vedeva in copertina un famoso foto-ritratto di Pier Paolo Pasolini. La formazione, rimaneggiata, vede in squadra sempre Bruno Romani e Gianni Brianese, ma con Annalisa Scroccaro alle tastiere e Max Nicoletti alla batteria.
Nel 1989 esce il loro ultimo disco prima dello scioglimento del gruppo. L'album, che segna un ritorno alla precedente etichetta discografica, si intitola Ultimi pezzi. Il disco vede la partecipazione di Piero Pelù dei Litfiba alla voce e di Stefano Eco dei Dissolutio Humani Generis alle chitarre.

### Il dopo Detonazione
Scioltisi i Detonazione nel 1989, Bruno Romani ha iniziato un'intensa attività jazzistica, realizzando dischi con numerosi progetti musicali, tra i quali meritano di essere menzionati NoGuRu (con Xabier Iriondo degli Afterhours), Evolution Reloaded, Urbanightmare e Bruno Romani Organic Crossover Group.
Max Nicoletti ha partecipato a diversi progetti musicali in ambito jazz e sperimentale come batterista, percussionista e polistrumentista, collaborando tra gli altri con Yuri Dal Dan, Daniele D'Agaro, Tobias Delius, Denis Biason, Alberto Chicayban e Alan Malusà. Dal 2008 vive e lavora a Berlino.
Giorgio Cantoni ha registrato diversi brani di musica elettronica sperimentale, pubblicati in compilazioni come Frammenti (1987, Bekko Bunsen), F/Ear This! - A Collection Of Unheard Music, Unwritten Words And Unseen Images Inspired By Fear (1987, P.E.A.C.E.), l'ultimo arcano - 1984*1985 in "mutazioni" italian elettronica & new wave underground (2013, Strut/!K7). Nel 1989 produce "Ultimi Pezzi" dei Detonazione e  "Tarahumara" di Romani-Cojaniz (Tunnel Rec.), e nel 1993 compone poi la colonna sonora del film "Prime di Sere" con regia di Lauro Pittini (DVD,La Cineteca del Friuli - 2009).
Nel 1997 i La Crus, pubblicano l'album Dentro me, nel quale reinterpretano l'omonimo brano dei Detonazione.
Nel 2010 l'etichetta romana Sometimes Records progettò la ristampa su cd di tutto il materiale dei Detonazione, in ordine cronologico e in due volumi da pubblicare in successione. Ma dopo la stampa del primo volume, dal titolo "Sorvegliare e punire 1983/1984", la label chiuse i battenti (2012), lasciando il progetto irrisolto. Nel 2014, dalle ceneri della Sometimes Records, nacque una nuova etichetta dal nome Again Records, con lo scopo di portare a termine tutti i progetti lasciati in sospeso dalla Sometimes. Da qui la pubblicazione del secondo volume della ristampa dei Detonazione, con il titolo di "Ultimi pezzi dentro me 1986/1989" (2015), che, insieme al primo volume, raccoglierà l'intera discografia della band.
Esce nel settembre 2018  "Anime in fiamme" un CD a cura di FonoArte/Again records, che raccoglie delle registrazioni di concerti (Zugliano (UD), Mestre, Padova, Parma) del periodo 1983-1985. Le registrazioni includono composizioni inedite e rielaborazioni di brani già editi, in versione alternativa a quelle pubblicate.

## Produzioni

### Album
- 1984 - Riflessi conseguenti (LP, Tunnel Records)
- 1989 - Ultimi pezzi (LP, Tunnel Records)
- 2010 - Sorvegliare e punire 1983/1984 (CD, Sometimes Records)
- 2015 - Ultimi pezzi dentro me 1986/1989 (CD, Again Records)
- 2018 - Anime in fiamme (CD, Fonoarte/Again records)

### EP e 7"
- 1983 - Sorvegliare E Punire (7" EP, Tunnel Records)
- 1984 - L‘Arido Utile / Lamiera (7" EP, Tunnel Records)
- 1986 - Dentro Me (12" EP, IRA Records)

### Compilazioni
- 1984 - The Other Side Of Futurism - con il brano Zingari In Viaggio (Cassetta, Tribal Cabaret)
- 1984 - Rockgarage Compilation Vol. 4 - con i brani Grigia Miseria e I Programmi Agli Inferi (LP, Materiali Sonori)
- 1987 - F/Ear This! - A Collection Of Unheard Music, Unwritten Words And Unseen Images Inspired By Fear - con il brano Dead Planet Blues (2xLP, P.E.A.C.E.)
- 1995 - Rovina Hardcore - Live 1981-1985 - con il brano Untitled (Cassetta, Provincia Attiva)